# José Mauro Pereira Bastos
José Mauro Pereira Bastos CP (* 12. September 1955 in Cachoeiro de Itapemirim, Espírito Santo, Brasilien; † 14. September 2006 in Carmópolis de Minas, Minas Gerais) war ein brasilianischer Ordensgeistlicher und römisch-katholischer Bischof von Guaxupé.

## Leben
José Mauro Pereira Bastos trat der Ordensgemeinschaft der Passionisten bei, legte 1981 die Profess ab und empfing am 7. Juli 1984 die Priesterweihe. Von 1984 bis 1985 studierte er an der Päpstlichen Universität Gregoriana in Rom und erwarb das Lizenziat in Biblischer Theologie.
Neben Aufgaben in der Pfarrseelsorge war er als Schulleiter und in verschiedenen Leitungsfunktionen seines Ordens tätig. 1988 lehrte er als Professor am philosophisch-theologischen Institut des Erzbistums Vitória und anschließend bis 1993 in Vila Velha sowie 1996/97 in Belo Horizonte. Von 1989 bis 1995 war er Regionalvikar seines Ordens für die Bundesstaaten Minas Gerais und Espírito Santo. 1988 und 1994 nahm er am Generalkapitel der Passionisten in Rom teil.
Papst Johannes Paul II. ernannte ihn am 5. Juli 2000 zum ersten Bischof des mit gleichem Datum errichteten Janaúba. Der Erzbischof von Belo Horizonte, Serafím Kardinal Fernandes de Araújo, spendete ihm am 17. September desselben Jahres die Bischofsweihe; Mitkonsekratoren waren Silvestre Luís Scandián SVD, Erzbischof von Vitória, und Washington Cruz CP, Bischof von São Luís de Montes Belos.
Am 19. April 2006 wurde er von Papst Benedikt XVI. zum Bischof von Guaxupé ernannt. Die Amtseinführung fand am 18. Juni desselben Jahres statt.
José Mauro Pereira Bastos starb wenige Wochen später bei einem Verkehrsunfall auf der Autobahn BR-381, bei dem auch drei weitere Personen bis zur Unkenntlichkeit verbrannten. Sein durch Kreuz und Bischofsring identifizierter Leichnam wurde auf Wunsch der Familie in Vitória beigesetzt.